# 近藤存志
近藤 存志（こんどう ありゆき、1971年 - ）は、日本の美術史学者、フェリス女学院大学教授。専門分野はイギリス芸術文化史、建築史、デザイン史。
東京生まれ。1995年筑波大学芸術専門学群デザイン専攻建築デザイン・コース卒業。2001年英国エディンバラ大学大学院博士課程修了、Ph.D.。筑波大学芸術学系助手、2002年聖学院大学専任講師、2006年同人文学部助教授、2007年准教授。2008年フェリス女学院大学文学部英文科准教授、2012年教授。

## 著書
- 『時代精神と建築 近・現代イギリスにおける様式思想の展開』知泉書館 2007
- 『現代教会建築の魅力 人はどう教会を建てるか』教文館 2008
- 『キリストの肖像 ラファエル前派と19世紀イギリスの画家たち』教文館 2013

共編
- 『ヴィクトリア朝の文芸と社会改良』向井秀忠共編 音羽書房鶴見書店 2011

### 翻訳
- ケネス・クラーク『ゴシック・リヴァイヴァル』白水社 2005

## 参考
- J-GLOBAL
- フェリス女学院大学